# 에디 브록
에디 브록(영어: Eddie Brock)은 마블 코믹스에서 발행하는 미국의 만화책에 등장하는 가공의 인물이다. 데이비드 미컬라이니와 토드 맥팔레인이 창작하였다. 1986년 9월 발행된 《웹 오브 스파이더맨》 18호에서 카메오로 첫 등장하였으며, 1988년 5월 발행된 《어메이징 스파이더맨》 300호에서 완전히 등장하였다. 심비오트 베놈의 숙주로 잘 알려져 있다. 마블 코믹스 많은 만화에 베놈과 같이 등장하였으며, 스파이더맨의 빌런으로도 알려져 있으며, 반영웅이 되었다.
베놈과 같이 많은 마블 코믹스의 애니메이션, 비디오 게임 등의 다른 매체에서도 등장하였다. 2007년 영화 《스파이더맨 3》에서는 토퍼 그레이스가, 2018년 영화 《베놈》에서는 톰 하디가 연기하였다.